# Лавасас, Христо Елефтерович
Христо Елефтерович Лавасас (26 декабря 1894 года, село Башкент, Зангезурский уезд, Кутаисская губерния, Российская империя — 14 сентября 1965 года) — председатель колхоза имени Ворошилова Дагвинского сельсовета Кобулетского района Аджарской АССР, Герой Социалистического Труда (1949).

## Биография
Родился 26 декабря 1894 года в Кутаисской губернии. По национальности грек. С 1908 года трудился учеником продавца в частном магазине, на медном месторождении в Ростовской губернии, с 1918 года — на строительстве Кахетинской железной дороги. В 1931 году в числе 25-тысячников изъявил желание принять участие в коллективизации в Аджарской АССР.
В 1931—1933 годах — председатель Дагвского сельсовета. В 1933 года — председатель колхоза имени Ворошилова Кобулетского района Аджарской АССР. Колхозные угодья площадью 1415,6 гектара состояли из 190 гектаров чайной плантации, 157 гектаров цитрусового сада, 67 гектаров тунга, 19 гектаров различных плодовых деревьев, 21 гектаров технических культур и 4,5 гектаров виноградника. Ведущей культурой колхоза было чаеводство. Колхоз сотрудничал с учёными Чаквского филиала Института чая и субтропических культур. Применял в колхозе передовые агротехнические методы, в результате чего колхоз ежегодно сдавал государству высокие урожая чая и субтропических культур. Колхоз неоднократно занимал передовые позиции по чаеводству, ежегодно получая до 3600 килограмм сортового зелёного чайного листа с площади 163,64 гектара.
За успешное выполнение правительственных заданий в годы Великой Отечественной войны и в связи с 25-летием Грузинской ССР был награждён в 1944 году Орденом «Знак Почёта».
В 1948 году колхоз сдал государству в среднем с каждого гектара по 5235 килограмм сортового зелёного чайного листа с площади 33,4 гектара. Указом Президиума Верховного Совета СССР от 29 августа 1949 года удостоен звания Героя Социалистического Труда за «получение высоких урожаев сортового зелёного чайного листа и цитрусовых плодов в 1948 году» с вручением ордена Ленина и золотой медали «Серп и Молот» (№ 4654).
Этим же указом званием Героя Социалистического Труда были награждены одиннадцать тружеников колхоза, в том числе агроном Герасим Панаётович Андреади, звеньевые Перикли Лукич Каситериди, Лазарь Диитриевич Кимициди, Стилиан Иванович Салвариди, колхозники Феофиолакт Христофорович Неаниди, Калиопи Анестиевна Павлиди, Елена Христовна Каситериди, Анести Христофорович Мурадов, Ольга Петровна Мурадова, София Дмитриевна Симвулиди, Хатиджа Мамудовна Эминадзе.
В 1957 году вышел на пенсию. Его преемником стал Герасим Панаётович Андреади.
Награды
- Герой Социалистического Труда
- Орден Ленина
- Орден «Знак Почёта» (07.01.1944)
- Медаль «За трудовую доблесть» (24.02.1946)
- Медаль «За оборону Кавказа» (01.05.1944)
- Медали ВСХВ, в том числе Большие и Малые золотые и серебряные.